# A magyar labdarúgó-válogatott 2019. november 15-i mérkőzése
A magyar labdarúgó-válogatott barátságos találkozója Uruguay ellen, 2019. november 15-én. Ez volt a magyar labdarúgó-válogatott 942. mérkőzése és az új Puskás Aréna nyitó mérkőzése, valamint Gera Zoltán búcsúmeccse.

## Helyszín
A találkozó Budapesten a Puskás Arénában volt.

## Keretek
megjegyzés: A táblázatokban szereplő adatok a mérkőzés előtti állapotnak megfelelőek.
| Uruguay                            | Uruguay                | Uruguay                          | Uruguay | Uruguay | Uruguay             | Uruguay              |
| Poszt                              | Név                    | Születési idő és életkor         | Vál.    | Gól     | Klub                | Utolsó válogatottság |
| ---------------------------------- | ---------------------- | -------------------------------- | ------- | ------- | ------------------- | -------------------- |
| K                                  | Fernando Muslera       | 1986. június 16. (33 évesen)     |         |         | Galatasaray         |                      |
| K                                  | Martín Campaña         | 1989. május 29. (30 évesen)      |         |         | Independiente       |                      |
| V                                  | Diego Godín            | 1986. február 16. (33 évesen)    |         |         | Internazionale      |                      |
| V                                  | Sebastián Coates       | 1990. október 7. (29 évesen)     |         |         | Sporting CP         |                      |
| V                                  | Gastón Silva           | 1994. március 5. (25 évesen)     |         |         | Independiente       |                      |
| V                                  | Martín Cáceres         | 1987. április 7. (32 évesen)     |         |         | Fiorentina          |                      |
| V                                  | Bruno Méndez           | 1999. szeptember 10. (20 évesen) |         |         | Corinthians         |                      |
| V                                  | Mathías Suárez         | 1996. június 24. (23 évesen)     |         |         | Montpellier         |                      |
| KP                                 | Matías Vecino          | 1991. augusztus 24. (28 évesen)  |         |         | Internazionale      |                      |
| KP                                 | Nahitan Nández         | 1995. december 28. (23 évesen)   |         |         | Cagliari            |                      |
| KP                                 | Federico Valverde      | 1998. július 22. (21 évesen)     |         |         | Real Madrid         |                      |
| KP                                 | Rodrigo Bentancur      | 1997. június 5. (22 évesen)      |         |         | Juventus            |                      |
| KP                                 | Brian Lozano           | 1994. február 23. (25 évesen)    |         |         | Santos Laguna       |                      |
| KP                                 | Lucas Torreira         | 1996. február 11. (23 évesen)    |         |         | Arsenal             |                      |
| KP                                 | Giorgian De Arrascaeta | 1994. június 1. (25 évesen)      |         |         | Flamengo            |                      |
| KP                                 | Gastón Pereiro         | 1995. június 11. (24 évesen)     |         |         | PSV Eindhoven       |                      |
| KP                                 | Diego Laxalt           | 1993. február 7. (26 évesen)     |         |         | Torino              |                      |
| CS                                 | Luis Suárez            | 1987. január 24. (32 évesen)     |         |         | FC Barcelona        |                      |
| CS                                 | Edinson Cavani         | 1987. február 14. (32 évesen)    |         |         | Paris Saint-Germain |                      |
| CS                                 | Cristhian Stuani       | 1986. október 12. (33 évesen)    |         |         | Girona FC           |                      |
| CS                                 | Jonathan Rodríguez     | 1993. július 6. (26 évesen)      |         |         | Cruz Azul           |                      |
| CS                                 | Darwin Núñez           | 1999. június 24. (20 évesen)     |         |         | UD Almería          |                      |
| CS                                 | Brian Rodríguez        | 2000. május 20. (19 évesen)      |         |         | Los Angeles FC      |                      |
| CS                                 | Maxi Gómez             | 1996. augusztus 14. (23 évesen)  |         |         | Valencia            |                      |
| Szövetségi kapitány: Óscar Tabárez |                        |                                  |         |         |                     |                      |

Óscar Tabárez október 26-án nevezte meg 24 fős keretét. Nahitan Nández és Jonathan Rodríguez sérülés, Martín Cáceres eltiltás miatt nem szerepelhetett a mérkőzésen.

## Örökmérleg a mérkőzés előtt
| Sorszám | Időpont     | Helyszín   | Eredmény            | Kiírás     |
| ------- | ----------- | ---------- | ------------------- | ---------- |
| 1/310   | 1954.06.30. | Lausanne   | 4–2 (1–0, 2–2, 2–2) | vb-csoport |
| 2/385   | 1961.12.23. | Montevideo | 1–1 (1–0)           | –          |
| 3/386   | 1962.04.18. | Budapest   | 1–1 (0–0)           | –          |

| M | Gy | D | V | G+ | G– | Gk | %     |
| - | -- | - | - | -- | -- | -- | ----- |
| 3 | 1  | 2 | 0 | 6  | 4  | +2 | 66,66 |

Források: , 

## A mérkőzés
| 2019. november 15. 19:00 |

| Magyarország | 1–2               | Uruguay                  |
| ------------ | ----------------- | ------------------------ |
| Szalai 23'   | (1–2) Jegyzőkönyv | Cavani 14' Rodríguez 20' |

| Puskás Aréna, Budapest Játékvezető: Damir Skomina (szlovén) |

| MAGYARORSZÁG: |    |                            |
|               |    |                            |
| KA            | 12 | Dibusz Dénes               |
| V             | 21 | Bese Barnabás              |
| V             | 5  | Baráth Botond 70'          |
| V             | 2  | Lang Ádám                  |
| V             | 3  | Korhut Mihály 74'          |
| KP            | 7  | Dzsudzsák Balázs 53' (csk) |
| KP            | 13 | Kalmár Zsolt 33' 82'       |
| KP            | 26 | Vida Máté                  |
| KP            | 10 | Szoboszlai Dominik 66'     |
| KP            | 17 | Varga Roland               |
| CS            | 9  | Szalai Ádám 59'            |
| Cserék:       |    |                            |
| KA            | 1  | Gulácsi Péter              |
| KA            | 22 | Kovácsik Ádám              |
| V             | 4  | Szalai Attila 70'          |
| V             | 14 | Lovrencsics Gergő          |
| V             | 25 | Nagy Zsolt 74'             |
| KP            | 6  | Gazdag Dániel              |
| KP            | 16 | Nagy Ádám 66'              |
| KP            | 15 | Kovács István 53'          |
| KP            | 16 | Pátkai Máté                |
| CS            | 11 | Feczesin Róbert 59'        |
| CS            | 19 | Holman Dávid 82'           |
| CS            | 20 | Sallai Roland              |
| Vezetőedző:   |    |                            |
| Marco Rossi   |    |                            |

| URUGUAY:      |    |                       |
|               |    |                       |
| KA            | 1  | Fernando Muslera      |
|               |    |                       |
| V             | 4  | Giovanni González     |
| V             | 19 | Sebastián Coates 38'  |
| V             | 3  | Diego Godín (csk)     |
| V             | 22 | Matías Viña 67'       |
|               |    |                       |
| KP            | 16 | Brian Rodríguez 81'   |
| KP            | 6  | Rodrigo Bentancur 52' |
| KP            | 15 | Federico Valverde 66' |
|               |    |                       |
| KP            | 7  | Brian Lozano          |
| CS            | 9  | Luis Suárez 45'       |
| CS            | 21 | Edinson Cavani 73'    |
| Cserék:       |    |                       |
| KA            | 12 | Martín Campaña        |
| V             | 2  | Bruno Méndez          |
| V             | 13 | Gastón Silva          |
| V             | 23 | Mathías Suárez        |
| KP            | 5  | Matías Vecino 52'     |
| KP            | 8  | Gastón Pereiro 81'    |
| KP            | 14 | Lucas Torreira 66'    |
| KP            | 17 | Diego Laxalt 67'      |
| CS            | 11 | Cristhian Stuani 73'  |
| CS            | 18 | Maxi Gómez 45'        |
| Vezetőedző:   |    |                       |
| Óscar Tabárez |    |                       |

| Asszisztensek: Robert Vukan Tomaž Klančnik Negyedik játékvezető: Rade Obrenovič |

### A mérkőzés statisztikái
| Magyarország |                      | Uruguay |
| ------------ | -------------------- | ------- |
| (%)          | Labdabirtoklás       | (%)     |
| 1            | Gól                  | 2       |
| 1            | Sárga lap            | 1       |
| 0            | Piros lap            | 0       |
|              | Szöglet              |         |
|              | Les                  |         |
|              | Lövés                |         |
|              | Kaput eltalált lövés |         |
|              | Blokkolt lövés       |         |
|              | Passz                |         |
|              | Sikeres passz        |         |
| (%)          | Passz hatékonyság    | (%)     |
|              | Szabálytalanságok    |         |